# Lista över fornlämningar i Ulricehamns kommun (Tvärred)
Lista över fornlämningar i Ulricehamns kommun (Tvärred) är en förteckning av ett urval av de fornlämningar som finns i Tvärred i Ulricehamns kommun.
| Namn                       | Lämningstyp                 | Tillkomsttid | Historisk indelning    | Plats | Läge                 | ID-nr          | Bild                                 |
| -------------------------- | --------------------------- | ------------ | ---------------------- | ----- | -------------------- | -------------- | ------------------------------------ |
| Tvärred 1:1                | Röse                        |              | Tvärred, Västergötland |       | 57.688961, 13.317403 | 10180400010001 | Ladda upp en bild av detta fornminne |
| Tvärred 2:1                | Röse                        |              | Tvärred, Västergötland |       | 57.716507, 13.358915 | 10180400020001 | Ladda upp en bild av detta fornminne |
| Tvärred 2:2                | Stensättning                |              | Tvärred, Västergötland |       | 57.716460, 13.358624 | 10180400020002 | Ladda upp en bild av detta fornminne |
| Tvärred 4:1                | Röse                        |              | Tvärred, Västergötland |       | 57.711401, 13.355546 | 10180400040001 | Ladda upp en bild av detta fornminne |
| Tvärred 5:1                | Röse                        |              | Tvärred, Västergötland |       | 57.709807, 13.354546 | 10180400050001 | Ladda upp en bild av detta fornminne |
| Tvärred 7:1                | Röse                        |              | Tvärred, Västergötland |       | 57.724394, 13.311901 | 10180400070001 | Ladda upp en bild av detta fornminne |
| Tvärred 7:2                | Stensättning                |              | Tvärred, Västergötland |       | 57.724437, 13.312220 | 10180400070002 | Ladda upp en bild av detta fornminne |
| Tvärred 7:3                | Röse                        |              | Tvärred, Västergötland |       | 57.724288, 13.311537 | 10180400070003 | Ladda upp en bild av detta fornminne |
| Tvärred 8:1                | Begravningsplats            |              | Tvärred, Västergötland |       | 57.705557, 13.340351 | 10180400080001 | Ladda upp en bild av detta fornminne |
| Tvärred 8:2                | Kyrka/kapell                |              | Tvärred, Västergötland |       | 57.705650, 13.340539 | 10180400080002 | Ladda upp en bild av detta fornminne |
| Tvärred 9:1                | Röse                        |              | Tvärred, Västergötland |       | 57.722219, 13.363896 | 10180400090001 | Ladda upp en bild av detta fornminne |
| Tvärred 10:1               | Röse                        |              | Tvärred, Västergötland |       | 57.723816, 13.362657 | 10180400100001 | Ladda upp en bild av detta fornminne |
| Tvärred 10:2               | Stensättning                |              | Tvärred, Västergötland |       | 57.723512, 13.362846 | 10180400100002 | Ladda upp en bild av detta fornminne |
| Tvärred 10:4               | Stensättning                |              | Tvärred, Västergötland |       | 57.723730, 13.363017 | 10180400100004 | Ladda upp en bild av detta fornminne |
| Tvärred 11:1               | Röse                        |              | Tvärred, Västergötland |       | 57.724548, 13.312869 | 10180400110001 | Ladda upp en bild av detta fornminne |
| Tvärred 14:1               | Röse                        |              | Tvärred, Västergötland |       | 57.732449, 13.368440 | 10180400140001 | Ladda upp en bild av detta fornminne |
| Tvärred 15:1               | Röse                        |              | Tvärred, Västergötland |       | 57.727614, 13.365935 | 10180400150001 | Ladda upp en bild av detta fornminne |
| Tvärred 15:2               | Röse                        |              | Tvärred, Västergötland |       | 57.727481, 13.365865 | 10180400150002 | Ladda upp en bild av detta fornminne |
| Tvärred 15:3               | Stensättning                |              | Tvärred, Västergötland |       | 57.727330, 13.365102 | 10180400150003 | Ladda upp en bild av detta fornminne |
| Tvärred 15:4               | Stensättning                |              | Tvärred, Västergötland |       | 57.727380, 13.364839 | 10180400150004 | Ladda upp en bild av detta fornminne |
| Tvärred 16:1               | Röse                        |              | Tvärred, Västergötland |       | 57.716999, 13.358196 | 10180400160001 | Ladda upp en bild av detta fornminne |
| Tvärred 17:1               | Röse                        |              | Tvärred, Västergötland |       | 57.711971, 13.356352 | 10180400170001 | Ladda upp en bild av detta fornminne |
| Tvärred 19:1               | Röse                        |              | Tvärred, Västergötland |       | 57.710340, 13.355026 | 10180400190001 | Ladda upp en bild av detta fornminne |
| Tvärred 20:1               | Röse                        |              | Tvärred, Västergötland |       | 57.709869, 13.352433 | 10180400200001 | Ladda upp en bild av detta fornminne |
| Tvärred 22:1               | Röse                        |              | Tvärred, Västergötland |       | 57.707448, 13.280740 | 10180400220001 | Ladda upp en bild av detta fornminne |
| Tvärred 23:1               | Röse                        |              | Tvärred, Västergötland |       | 57.707307, 13.281812 | 10180400230001 | Ladda upp en bild av detta fornminne |
| Tvärred 24:1               | Röse                        |              | Tvärred, Västergötland |       | 57.741945, 13.324320 | 10180400240001 | Ladda upp en bild av detta fornminne |
| Tvärred 26:1               | Gravfält                    |              | Tvärred, Västergötland |       | 57.706262, 13.281759 | 10180400260001 | Ladda upp en bild av detta fornminne |
| Tvärred 27:1               | Stensättning                |              | Tvärred, Västergötland |       | 57.680020, 13.326133 | 10180400270001 | Ladda upp en bild av detta fornminne |
| Tvärred 27:2               | Stensättning                |              | Tvärred, Västergötland |       | 57.679973, 13.325934 | 10180400270002 | Ladda upp en bild av detta fornminne |
| Tvärred 28:1               | Röse                        |              | Tvärred, Västergötland |       | 57.720202, 13.361668 | 10180400280001 | Ladda upp en bild av detta fornminne |
| Tvärred 31:1               | Röse                        |              | Tvärred, Västergötland |       | 57.722557, 13.308563 | 10180400310001 | Ladda upp en bild av detta fornminne |
| Tvärred 31:2               | Röse                        |              | Tvärred, Västergötland |       | 57.722206, 13.308047 | 10180400310002 | Ladda upp en bild av detta fornminne |
| Tvärred 32:1               | Gravfält                    |              | Tvärred, Västergötland |       | 57.734744, 13.345579 | 10180400320001 | Ladda upp en bild av detta fornminne |
| Tvärred 33:1               | Röse                        |              | Tvärred, Västergötland |       | 57.741316, 13.342178 | 10180400330001 | Ladda upp en bild av detta fornminne |
| Tvärred 34:1               | Stensättning                |              | Tvärred, Västergötland |       | 57.749141, 13.321301 | 10180400340001 | Ladda upp en bild av detta fornminne |
| Tvärred 34:2               | Röse                        |              | Tvärred, Västergötland |       | 57.748872, 13.321752 | 10180400340002 | Ladda upp en bild av detta fornminne |
| Tvärred 35:1               | Stensättning                |              | Tvärred, Västergötland |       | 57.749866, 13.320538 | 10180400350001 | Ladda upp en bild av detta fornminne |
| Tvärred 35:2               | Stensättning                |              | Tvärred, Västergötland |       | 57.749877, 13.320766 | 10180400350002 | Ladda upp en bild av detta fornminne |
| Tvärred 35:3               | Stensättning                |              | Tvärred, Västergötland |       | 57.749764, 13.320711 | 10180400350003 | Ladda upp en bild av detta fornminne |
| Tvärred 35:4               | Stensättning                |              | Tvärred, Västergötland |       | 57.749975, 13.320835 | 10180400350004 | Ladda upp en bild av detta fornminne |
| Tvärred 36:1               | Stensättning                |              | Tvärred, Västergötland |       | 57.749879, 13.315632 | 10180400360001 | Ladda upp en bild av detta fornminne |
| Tvärred 37:1               | Röse                        |              | Tvärred, Västergötland |       | 57.718513, 13.311368 | 10180400370001 | Ladda upp en bild av detta fornminne |
| Tvärred 38:1               | Stensättning                |              | Tvärred, Västergötland |       | 57.716894, 13.306874 | 10180400380001 | Ladda upp en bild av detta fornminne |
| Tvärred 38:2               | Stensättning                |              | Tvärred, Västergötland |       | 57.716938, 13.307166 | 10180400380002 | Ladda upp en bild av detta fornminne |
| Tvärred 39:1               | Röse                        |              | Tvärred, Västergötland |       | 57.716649, 13.302882 | 10180400390001 | Ladda upp en bild av detta fornminne |
| Tvärred 39:2               | Röse                        |              | Tvärred, Västergötland |       | 57.716757, 13.303045 | 10180400390002 | Ladda upp en bild av detta fornminne |
| Tvärred 41:2               | Stensättning                |              | Tvärred, Västergötland |       | 57.718751, 13.291422 | 10180400410002 | Ladda upp en bild av detta fornminne |
| Sorgedalen (Tvärred 42:1)  | Stensättning                |              | Tvärred, Västergötland |       | 57.700088, 13.300017 | 10180400420001 | Ladda upp en bild av detta fornminne |
| Tvärred 43:1               | Röse                        |              | Tvärred, Västergötland |       | 57.719628, 13.306481 | 10180400430001 | Ladda upp en bild av detta fornminne |
| Tvärred 43:3               | Stensättning                |              | Tvärred, Västergötland |       | 57.720021, 13.305961 | 10180400430003 | Ladda upp en bild av detta fornminne |
| Tvärred 44:1               | Röse                        |              | Tvärred, Västergötland |       | 57.724424, 13.360857 | 10180400440001 | Ladda upp en bild av detta fornminne |
| Tvärred 44:3               | Stensättning                |              | Tvärred, Västergötland |       | 57.724291, 13.360613 | 10180400440003 | Ladda upp en bild av detta fornminne |
| Tvärred 46:1               | Stensättning                |              | Tvärred, Västergötland |       | 57.734848, 13.353824 | 10180400460001 | Ladda upp en bild av detta fornminne |
| Tvärred 47:1               | Stensättning                |              | Tvärred, Västergötland |       | 57.721557, 13.310113 | 10180400470001 | Ladda upp en bild av detta fornminne |
| Tvärred 47:2               | Stensättning                |              | Tvärred, Västergötland |       | 57.721445, 13.309938 | 10180400470002 | Ladda upp en bild av detta fornminne |
| Tvärred 48:1               | Röse                        |              | Tvärred, Västergötland |       | 57.708260, 13.282087 | 10180400480001 | Ladda upp en bild av detta fornminne |
| Tvärred 48:2               | Stensättning                |              | Tvärred, Västergötland |       | 57.708429, 13.281698 | 10180400480002 | Ladda upp en bild av detta fornminne |
| Tvärred 48:3               | Stensättning                |              | Tvärred, Västergötland |       | 57.708262, 13.282329 | 10180400480003 | Ladda upp en bild av detta fornminne |
| Tvärred 49:1               | Stensättning                |              | Tvärred, Västergötland |       | 57.707931, 13.283312 | 10180400490001 | Ladda upp en bild av detta fornminne |
| Tvärred 51:1               | Röse                        |              | Tvärred, Västergötland |       | 57.738516, 13.361862 | 10180400510001 | Ladda upp en bild av detta fornminne |
| Tvärred 52:1               | Röse                        |              | Tvärred, Västergötland |       | 57.735862, 13.317137 | 10180400520001 | Ladda upp en bild av detta fornminne |
| Tvärred 52:2               | Stensättning                |              | Tvärred, Västergötland |       | 57.735755, 13.317035 | 10180400520002 | Ladda upp en bild av detta fornminne |
| Tvärred 53:1               | Stensättning                |              | Tvärred, Västergötland |       | 57.699597, 13.316769 | 10180400530001 | Ladda upp en bild av detta fornminne |
| Tvärred 54:1               | Stensättning                |              | Tvärred, Västergötland |       | 57.695505, 13.318268 | 10180400540001 | Ladda upp en bild av detta fornminne |
| Tvärred 54:2               | Stensättning                |              | Tvärred, Västergötland |       | 57.695606, 13.318454 | 10180400540002 | Ladda upp en bild av detta fornminne |
| Tvärred 56:1               | Röse                        |              | Tvärred, Västergötland |       | 57.726169, 13.301440 | 10180400560001 | Ladda upp en bild av detta fornminne |
| Tvärred 58:1               | Stensättning                |              | Tvärred, Västergötland |       | 57.705051, 13.320762 | 10180400580001 | Ladda upp en bild av detta fornminne |
| Tvärred 58:3               | Röse                        |              | Tvärred, Västergötland |       | 57.704284, 13.321047 | 10180400580003 | Ladda upp en bild av detta fornminne |
| Tvärred 61:1               | Stensättning                |              | Tvärred, Västergötland |       | 57.733325, 13.304008 | 10180400610001 | Ladda upp en bild av detta fornminne |
| Tvärred 79:1               | Röse                        |              | Tvärred, Västergötland |       | 57.688210, 13.317253 | 10180400790001 | Ladda upp en bild av detta fornminne |
| Tvärred 79:2               | Stensättning                |              | Tvärred, Västergötland |       | 57.688053, 13.317489 | 10180400790002 | Ladda upp en bild av detta fornminne |
| Tvärred 82:1               | Stensättning                |              | Tvärred, Västergötland |       | 57.705760, 13.293812 | 10180400820001 | Ladda upp en bild av detta fornminne |
| Tvärred 83:1               | Grav markerad av sten/block |              | Tvärred, Västergötland |       | 57.686706, 13.314274 | 10180400830001 | Ladda upp en bild av detta fornminne |
| Tvärred 86:1               | Hällristning                |              | Tvärred, Västergötland |       | 57.696598, 13.296744 | 10180400860001 | Ladda upp en bild av detta fornminne |
| Tvärred 91:1               | Stensättning                |              | Tvärred, Västergötland |       | 57.743666, 13.320921 | 10180400910001 | Ladda upp en bild av detta fornminne |
| Tvärred 91:2               | Stensättning                |              | Tvärred, Västergötland |       | 57.743535, 13.320996 | 10180400910002 | Ladda upp en bild av detta fornminne |
| Hula-hagen (Tvärred 101:1) | Hällristning                |              | Tvärred, Västergötland |       | 57.727188, 13.344444 | 10180401010001 | Ladda upp en bild av detta fornminne |
| Tvärred 105:2              | Stensättning                |              | Tvärred, Västergötland |       | 57.725388, 13.311926 | 10180401050002 | Ladda upp en bild av detta fornminne |
| Tvärred 164:1              | Röse                        |              | Tvärred, Västergötland |       | 57.719403, 13.332644 | 10180401640001 | Ladda upp en bild av detta fornminne |
| Tvärred 164:2              | Stensättning                |              | Tvärred, Västergötland |       | 57.719277, 13.332252 | 10180401640002 | Ladda upp en bild av detta fornminne |
| Tvärred 164:3              | Hällristning                |              | Tvärred, Västergötland |       | 57.719277, 13.332252 | 10180401640003 | Ladda upp en bild av detta fornminne |
| Tvärred 258:1              | Hällristning                |              | Tvärred, Västergötland |       | 57.712236, 13.232518 | 10180402580001 | Ladda upp en bild av detta fornminne |
| Tvärred 263:1              | Stensättning                |              | Tvärred, Västergötland |       | 57.690034, 13.308586 | 10180402630001 | Ladda upp en bild av detta fornminne |
| Tvärred 273:1              | Hällristning                |              | Tvärred, Västergötland |       | 57.725670, 13.232606 | 10180402730001 | Ladda upp en bild av detta fornminne |